# Kivarijärvi (sjö i Norra Österbotten)
Kivarijärvi är en sjö i Finland. Den ligger i kommunen Pudasjärvi i landskapet Norra Österbotten, i den centrala delen av landet, 600 km norr om huvudstaden Helsingfors. Kivarijärvi ligger 108,2 meter över havet. Arean är 2,41 kvadratkilometer och strandlinjen är 9,66 kilometer lång. Sjön  ingår i Ijo älvs huvudavrinningsområde.   
I övrigt finns följande i Kivarijärvi:
- Kivarinsaari (en ö)
- Varissaari (en ö)
- Karisaari (en ö)

I övrigt finns följande vid Kivarijärvi:
- Kivarinjoki (ett vattendrag)